# Боусат, Агустин
Агустин Боусат (исп. Agustín Bouzat; род. 28 марта 1994, Баия-Бланка, Буэнос-Айрес) — аргентинский футболист, вингер клуба «Коло-Коло».

## Клубная карьера
Боусат — воспитанник клуба «Атлетико Линейерс» в составе которого дебютировал в 2011 году одной из региональных лиг Аргентины. В 2012 году Агустин попал в академию «Бока Хуниорс», где долго выступал за молодёжный и дублирующий состав. В начале 2016 года для получения игровой практики Боусат на правах аренды перешёл в «Дефенса и Хустисия». 7 февраля в матче против «Унион Санта-Фе» он дебютировал в аргентинской Примере. В этом же поединке Агустин забил свой первый гол за «Дефенса и Хустисия». По окончании аренды Боусат вернулся в «Бока Хуниорс». В 2017 году в матче против «Велес Сарсфилд» он дебютировал за основной состав. В начале 2018 года Боусат перешёл в «Велес Сарсфилд». Сумма трансфера составила 1,7 млн. евро. 27 января в матче против своего бывшего клуба «Дефенса и Хустисия» он дебютировал за новую команду. 17 февраля в поединке против «Бельграно» Агустин забил свой первый гол за «Велес Сарсфилд». 5 мая 2021 года в матче Кубка Либертадорес против чилийского «Унион Ла-Калера» он отметился забитым мячом. 
Летом 2014 года Боусат был арендован «Коло-Коло». 2 июля в матче против «Эвертона» он дебютировал в чилийской Примере. 23 октября в поединке против «Кокимбо Унидо» Агустин забил свой первый гол за «Коло-Коло». В своём дебютном сезоне он стал чемпионом страны. 

## Достижения
Клубные
 «Коло-Коло»
- Победитель чилийской Примеры — 2022